# Balassa Ferenc (fotóművész)
Balassa Ferenc (Budapest, 1911. március 26. – Budapest, 1990. január 18.) magyar fotóművész, fotóriporter, operatőr.

## Élete
Kereskedelmi érettségit tett.
1945 februárjától a MAFIRT keskenyfilmosztályának vezetője. 1949-ig filmoperatőr is volt. 1949-től részben az IPARTERV, részben az MTI munkatársaként dolgozott. Képeinek nagy része az MTI archívumában található.
Fotóriporterként, divat- és műszaki fotográfusként is ismert. Az alkalmazott fotográfia területén az építészeti fotó, riportfotó, idegenforgalmi és reklámfotó volt a területe.
1956-tól a Magyar Újságírók Országos Szövetsége és a Magyar Fotóművészek Szövetsége tagjaként képei itthon és külföldön egyaránt ismertek voltak. A Fotó című lap számos képét közölte.

## Díjak
1956 • Az építőipar új technológiája fotópályázat, I. díj
1966 • a Magyar Fotóművészek Szövetsége Építészeti fotópályázata, I. és II. díj.

## Egyéni kiállítások
1954 • Magyar Építőművész Szövetség
1955 • Ipari építészet Magyarországon, IPARTERV
1967 • Építészeti fotók, MTI, Vadas Ernő Terem, Budapest.